# Ratlam (distrikt)
Ratlām är ett distrikt i Indien.   Det ligger i delstaten Madhya Pradesh, i den centrala delen av landet, 600 km söder om huvudstaden New Delhi. Antalet invånare är 1 455 069.
Följande samhällen finns i Ratlām:
- Ratlām
- Jaorā
- Alot
- Tāl
- Sailāna
- Namli